# 夹山
夹山，中国古地名。
夹山在今内蒙古武川县西南阴山。宋徽宗宣和四年（1122年），辽天祚帝在金朝的追击下，逃到漠北，听说金兵将近，于是放弃辎重，以轻骑进入夹山。另今河北省遵化市西南四十里、湖南省石门县东南、甘肃省金塔县南部紫金山，都有名为夹山之地。